# Caesarea Maritima

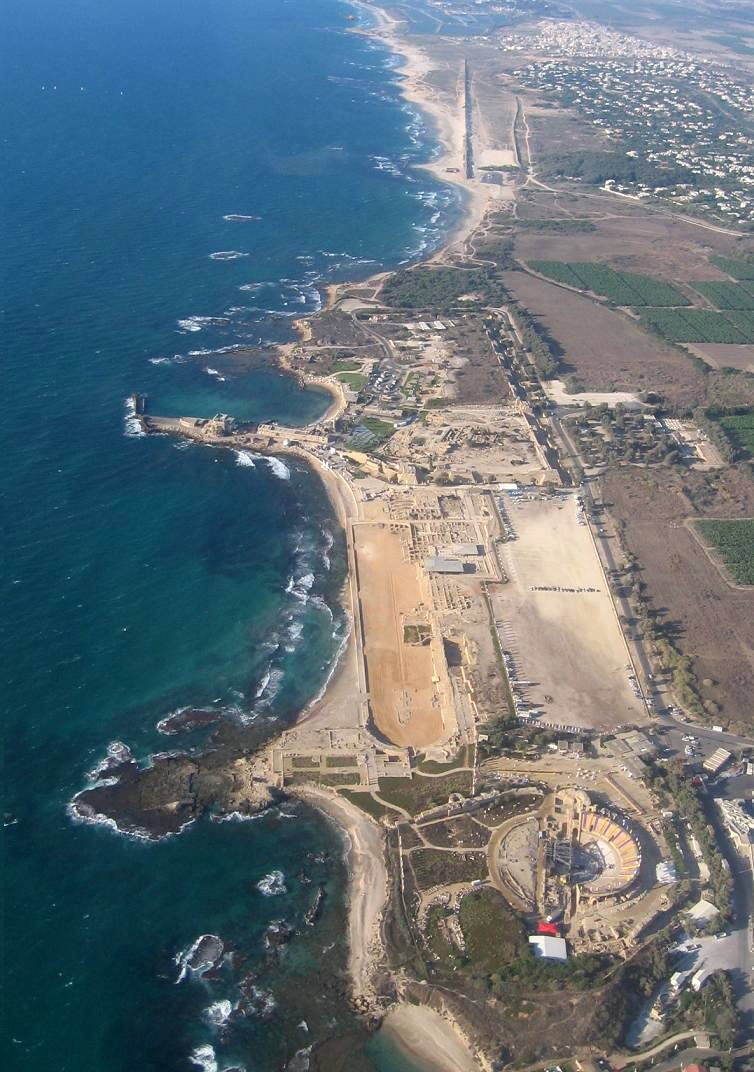
Letecký pohled na Caesareu

Caesarea Maritima, často jen bez přízviska Caesarea či řecky Kaisareia, bylo důležité starověké město v Palestině, ve středověku pak důležité město křižáků. Archeologické vykopávky v Caesareji patří k nejvýznamnějším v dnešním Izraeli.
Město leží severozápadně od Hadery na severu Šárónské nížiny u Středozemního moře. Nedaleko starověkých vykopávek se nachází také moderní město Caesarea (Kejsarija).

## Historie
Město založil v letech 22 až 10 př. n. l. Herodes Veliký. V roce 6 se Cesarea Maritima stala rezidencí římského místodržícího (prefekta). 
Z prvních prefektů byli jménem a svými činy známí Valerius Gratus (v letech 15–26) a po něm tyran Pilát Pontský (v letech 26–36), který odsoudil Ježíše Krista k ukřižování a později spáchal sebevraždu.
Z Joppy do Cesarey přišel apoštol Petr, aby požehnal římskému setníku Hilariovi, ačkoliv ten nepocházel z židovského rodu ani nebyl křesťanem.
Po zničení Jeruzaléma v roce 70 se Caesarea stala hlavním městem provincie Judea. Ve 2. století bydlelo ve městě 125 000 obyvatel. Ve třetím století zde působil křesťanský církevní učitel Órigenés. V období dalšího rozkvětu v 5. a 6. století bylo město důležitým námořním přístavem.
V roce 640 bylo město dobyto muslimskými Araby, což znamenalo konec jeho rané byzantské historie. 
V období křížových výprav hrálo město důležitou roli jako jedna z pevností ve Svaté zemi, ale od 13. století začal jeho pád a v roce 1265 bylo město dobyto a zničeno mamlúky sultána Bajbarse. Z města zůstaly jen opuštěné ruiny.
V roce 1940 byl v jižní části trosek opuštěného města založen kibuc Sdot Jam a v roce 1977 bylo severně od antického města založeno moderní město Caesarea.

## Galerie

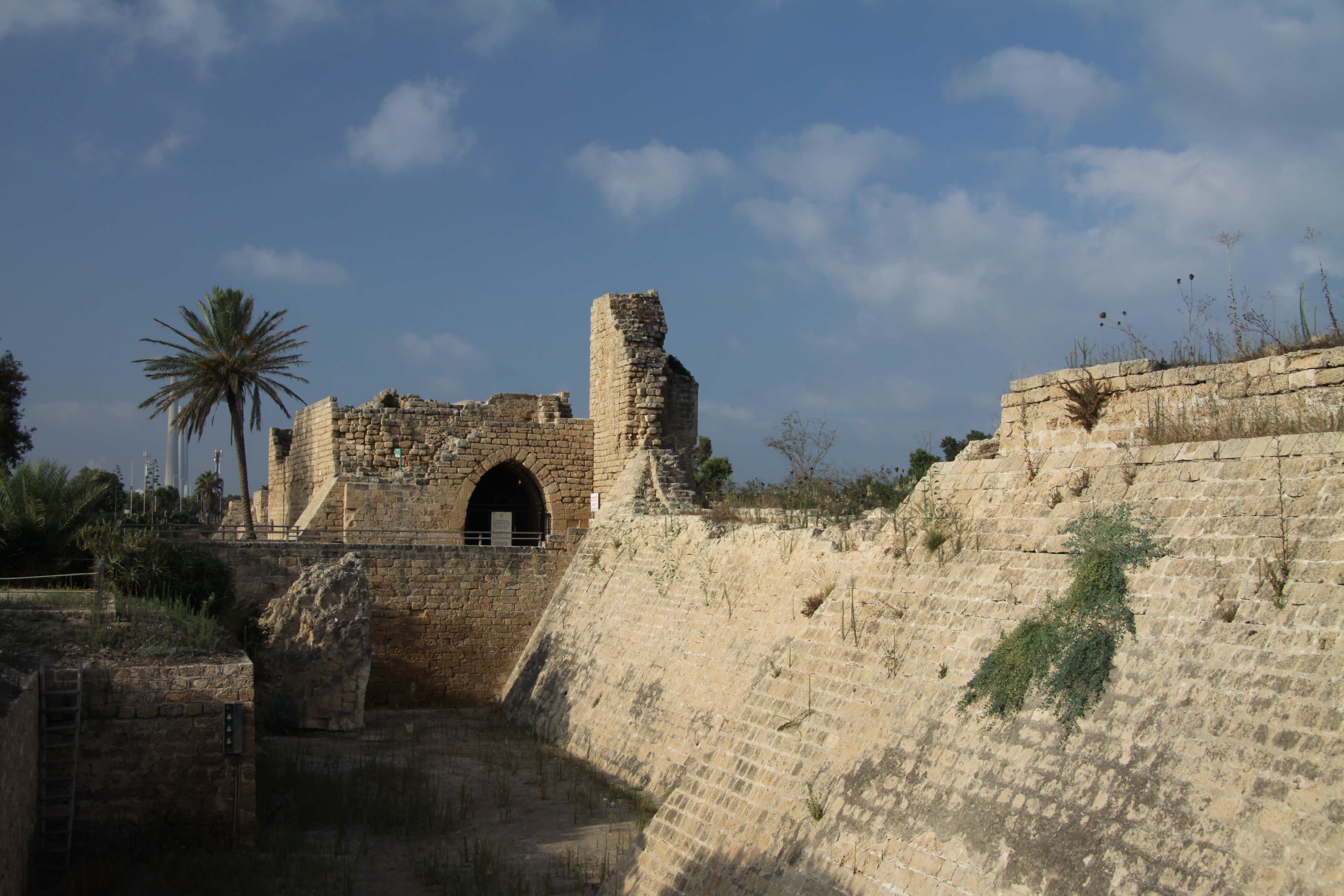
Město je obehnáno hradbami z období křížových výprav
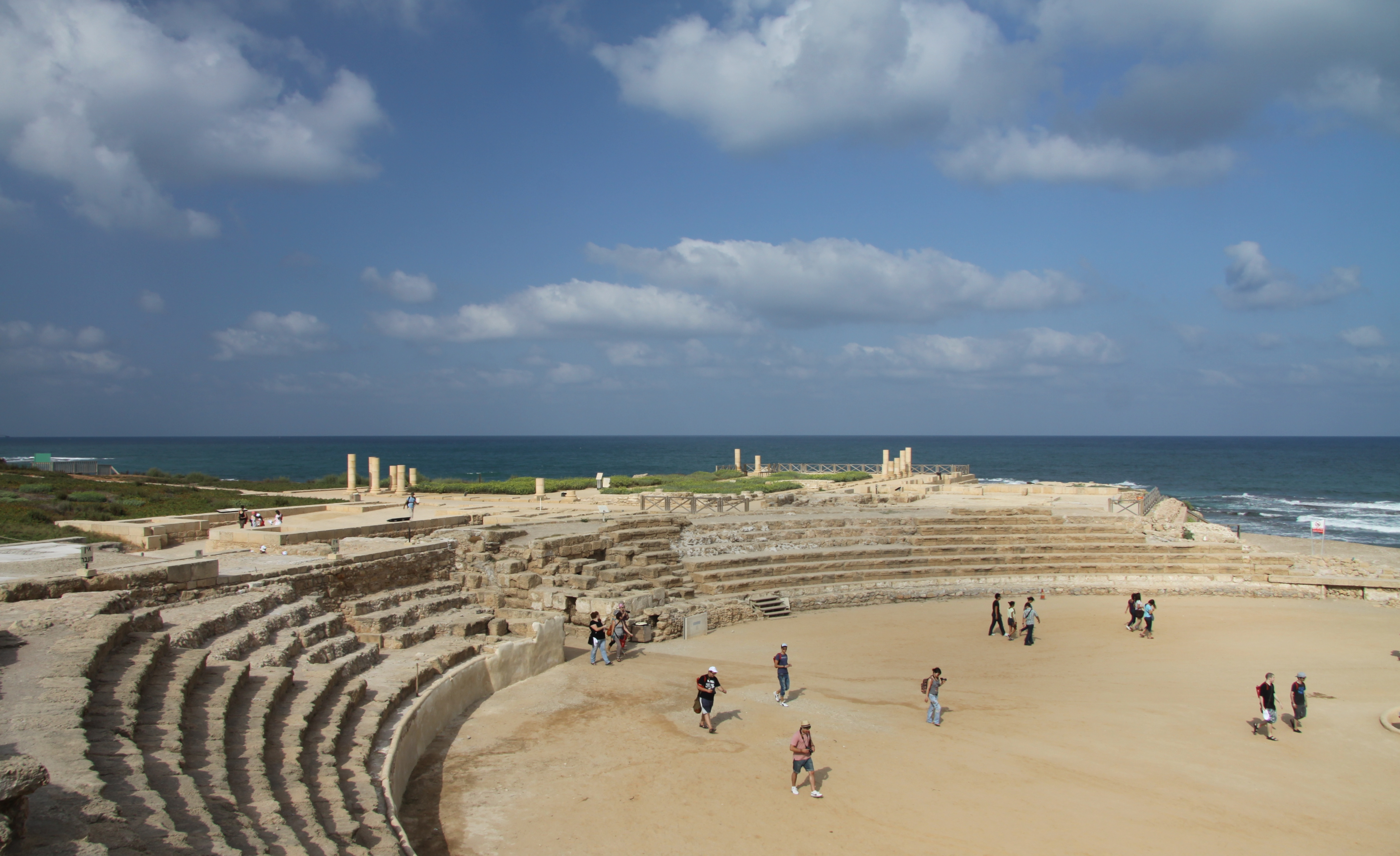
Hippodrom
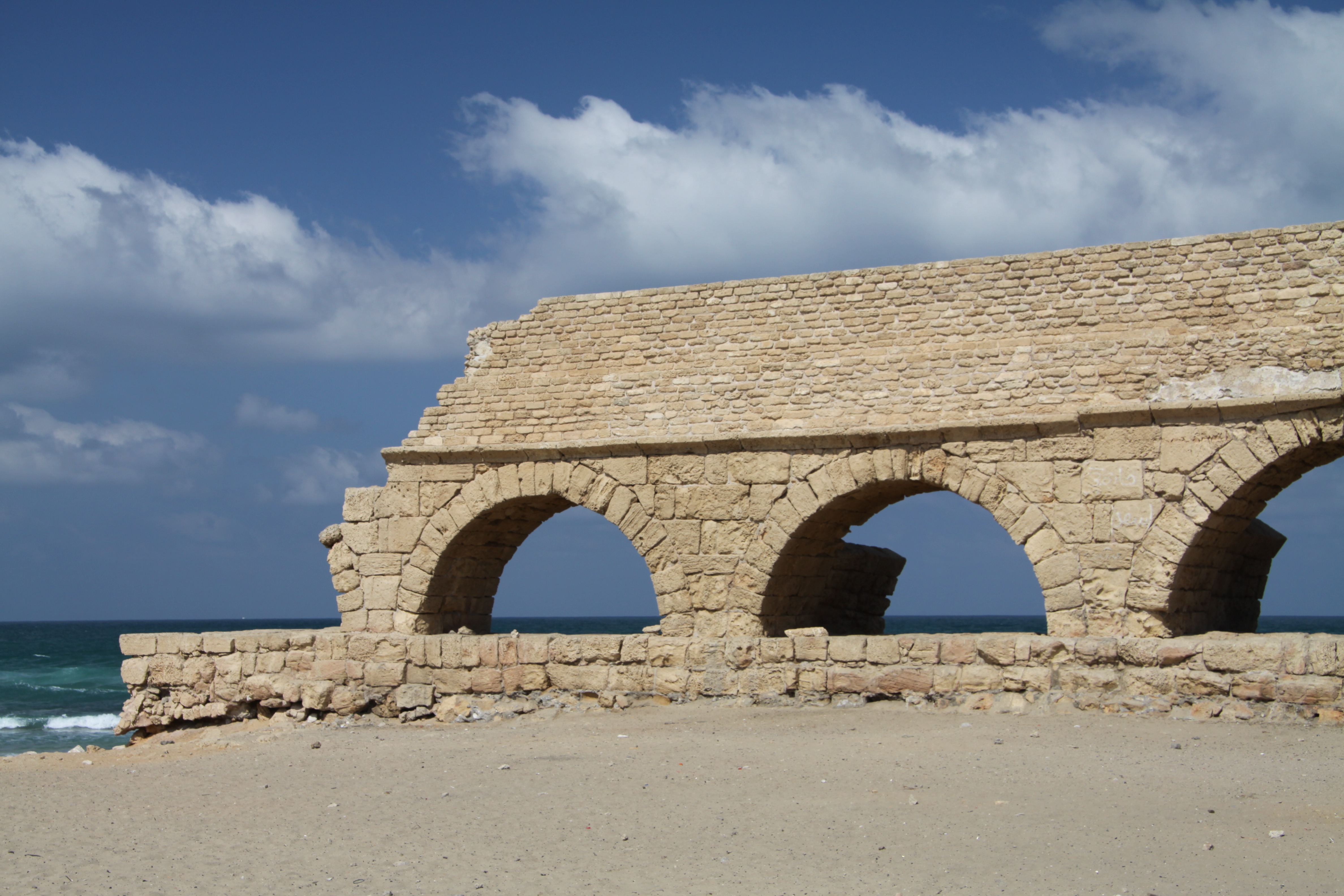
Zbytky akvaduktu severně od města
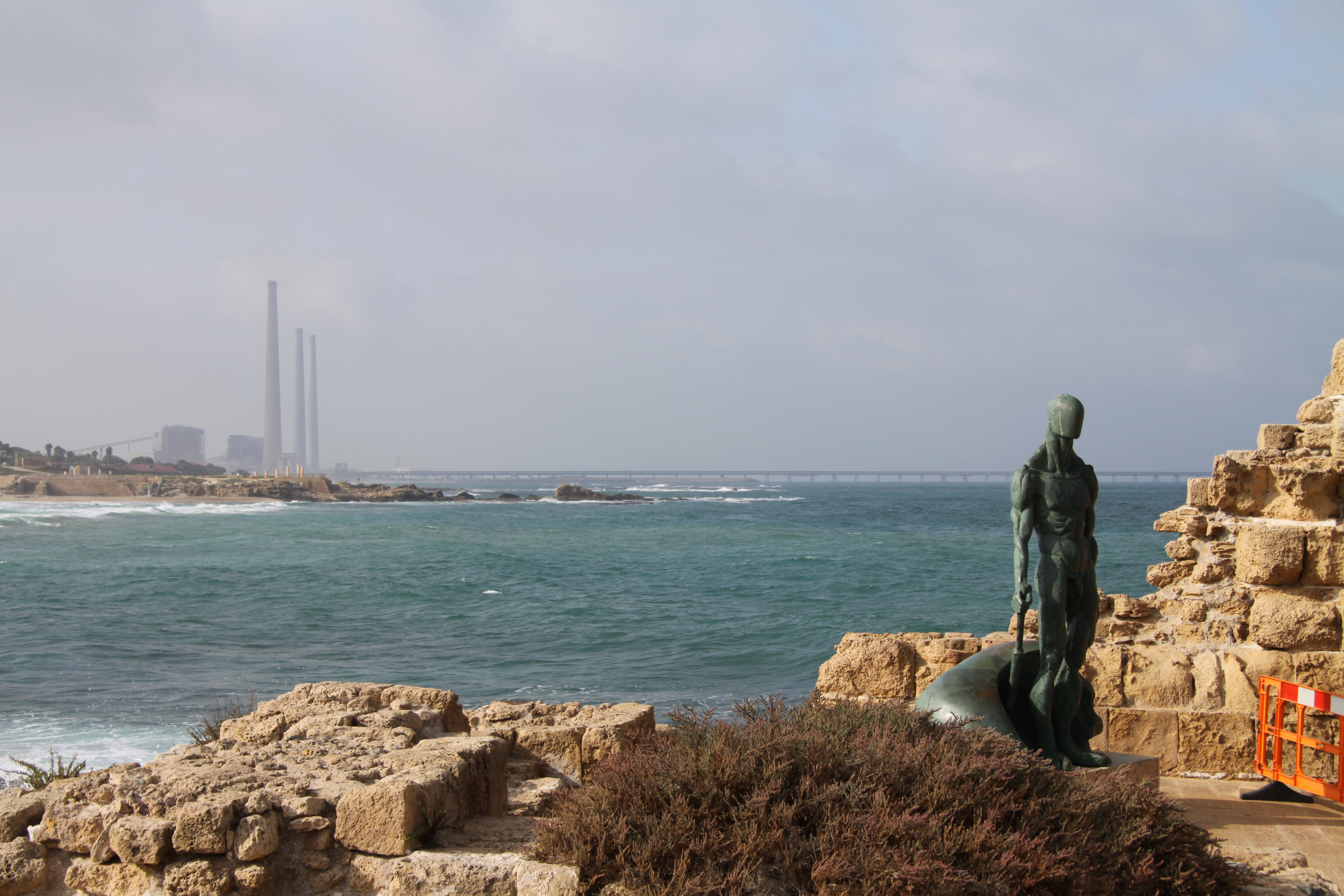
Poblíž města se nachází velký závod na zpracování železné rudy
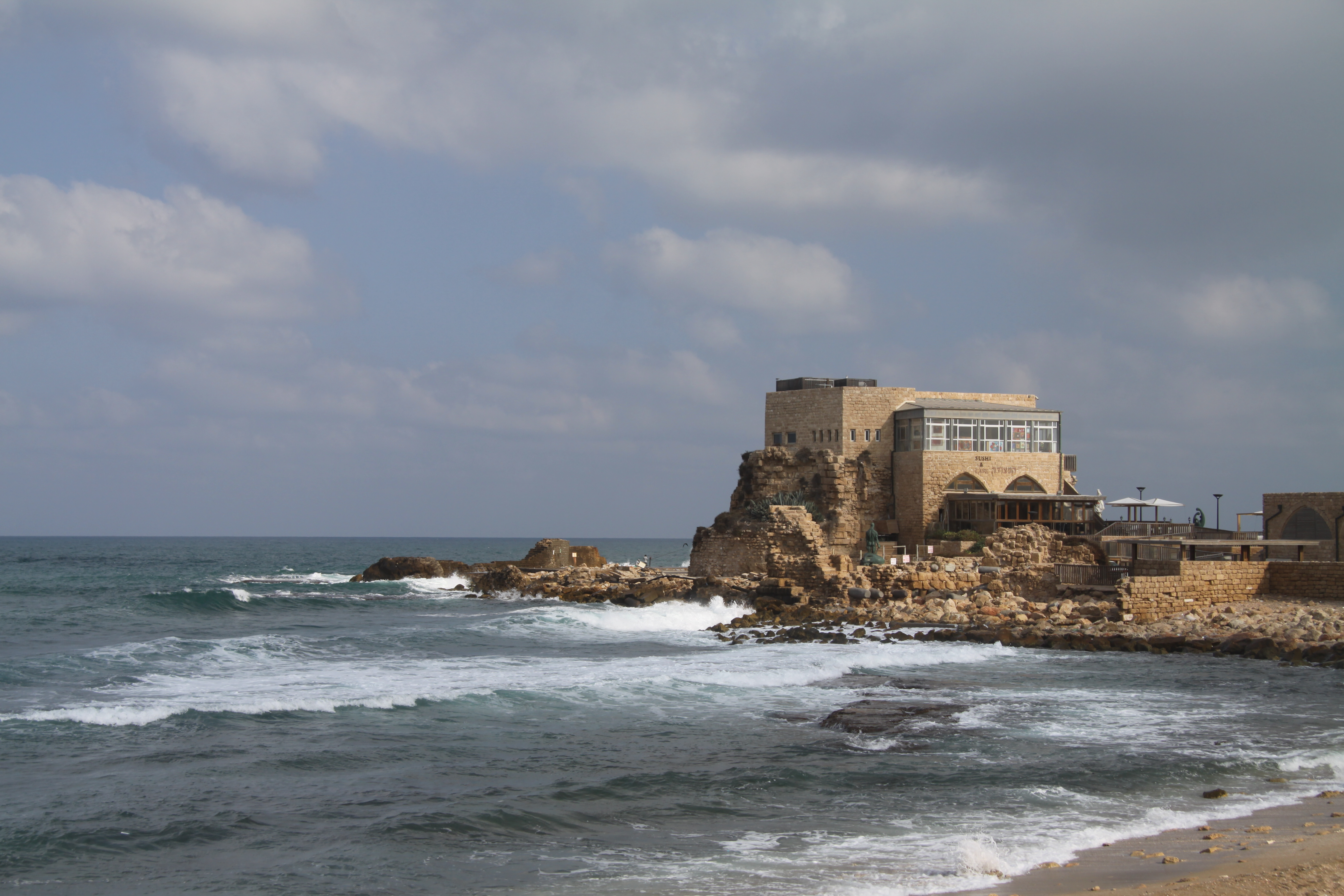
Pohled na moderní restauraci postavenou na základech starší budovy
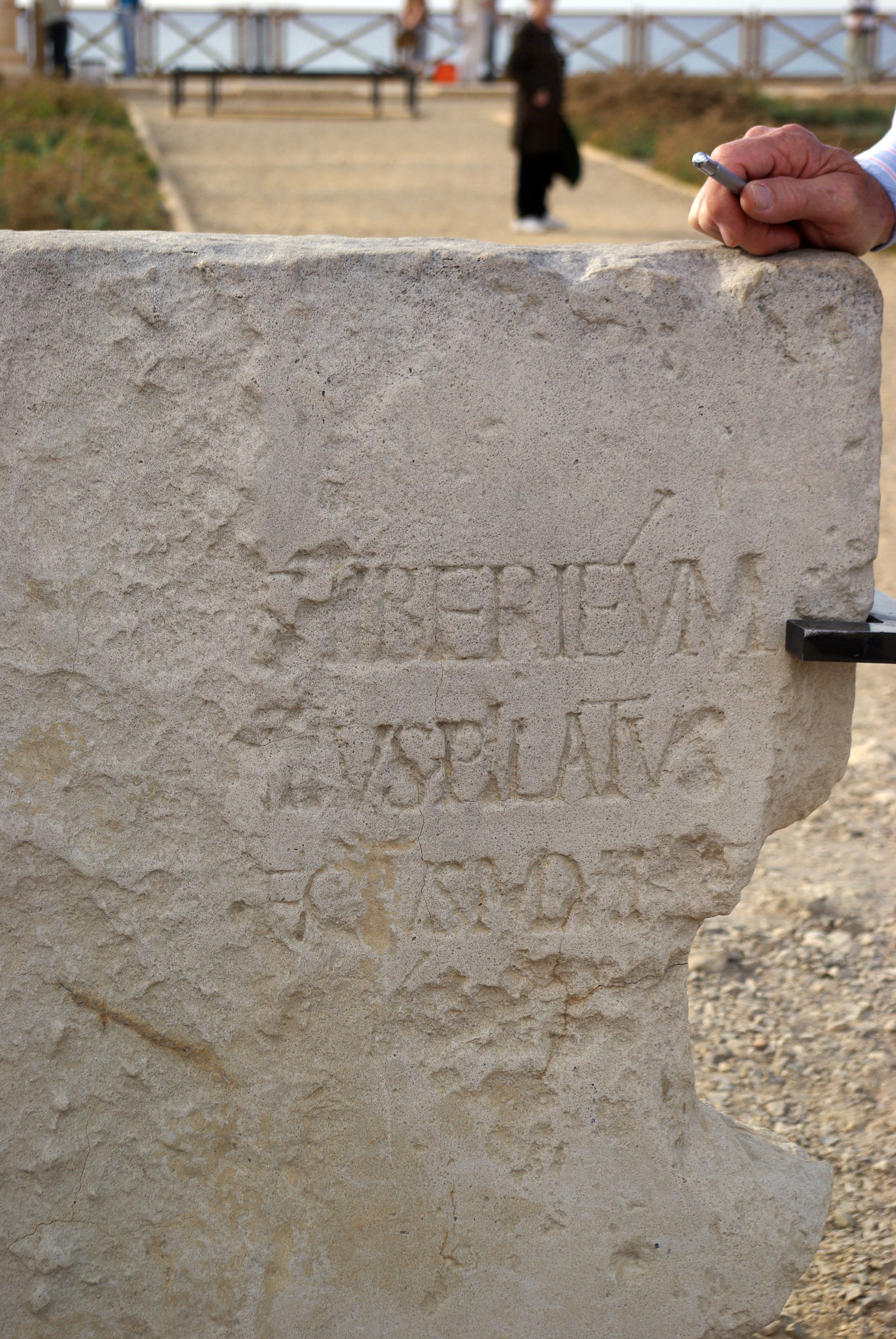
Kámen s nápisem Pilát Pontský